# Artemia (rodzaj)
Artemia (Artemia) – rodzaj skorupiaków z gromady skrzelonogów. Gatunki z tego rodzaju określane są czasami nazwą solowiec, choć nazwa ta dotyczy gatunku Artemia salina. 
Partenogenetyczne populacje artemii występują w Europie, Afryce, Azji i Australii.

## Charakterystyka i znaczenie gospodarcze
Gatunki z tego rodzaju, jak np. słonaczek (Artemia salina), zwany też solowcem lub solankowcem, żyją i rozwijają się w słonych jeziorach, w wodzie o zasoleniu do 200‰. Są do siebie bardzo podobne morfologicznie. Odróżnienie poszczególnych gatunków wymaga zastosowania profesjonalnych metod. Z tych powodów nie opracowano kluczy do identyfikacji gatunków. 
Artemie są stosowane często w akwakulturach i przez akwarystów jako cenny pokarm dla ryb, szczególnie dla świeżo wylęgniętego z ikry narybku. 

## Taksonomia
Opublikowano wiele naukowych opisów dotyczących różnorodnych (z różnych dziedzin nauki) badań nad Artemia sp. W wielu z tych opisów powoływana jest nazwa Artemia salina, podczas gdy dotyczą one różnych gatunków z rodzaju Artemia. Dla uporządkowania wiedzy o taksonomii tego rodzaju skrzelonogów Alireza Asem i współpracownicy opracowali zestawienie zweryfikowanych danych taksonomicznych poszczególnych gatunków.

## Gatunki[3]

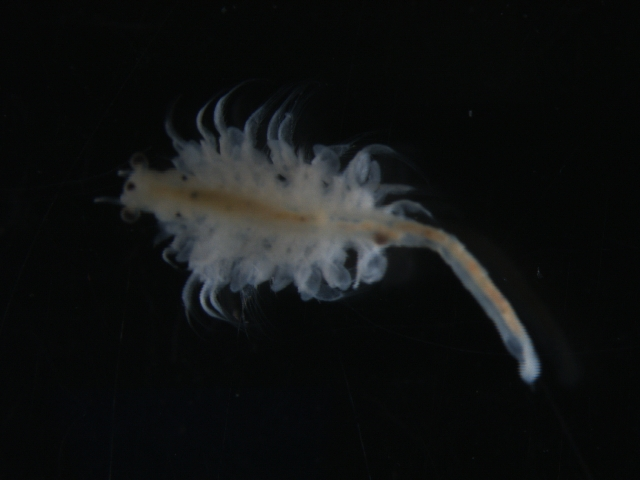
Artemia franciscana
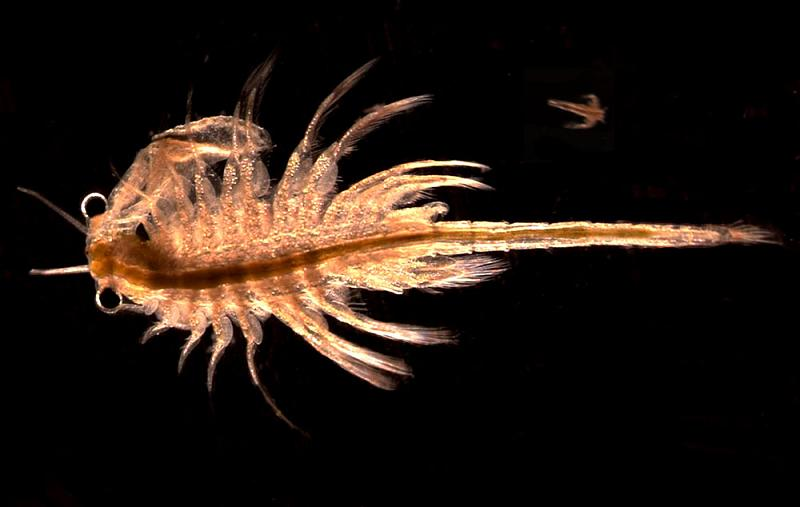
Artemia monica
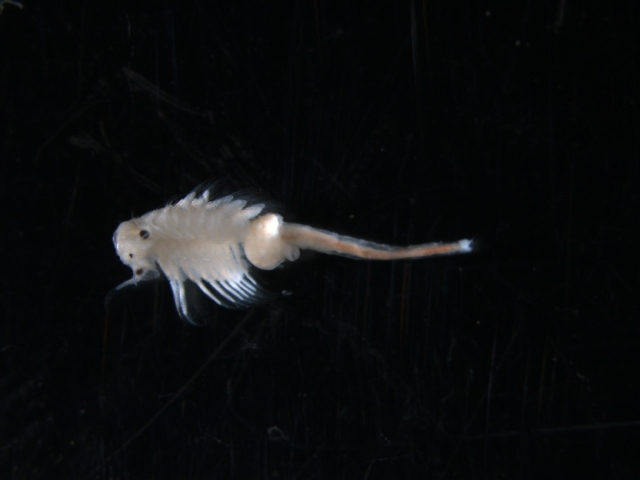
Artemia persimilis
- Artemia salina – słonaczek
- Artemia sinica
- Artemia tibetiana
- Artemia urmiana

- Artemia franciscana
- Artemia monica
- Artemia persimilis

## Różne
Nazwa projektu SeaMonkey (morska małpka) Fundacji Mozilli pochodzi od handlowej nazwy artemii sprzedawanej pod taką nazwą jako zwierzę akwarystyczne w Stanach Zjednoczonych, Kanadzie i Wielkiej Brytanii.